# Pfarrkirche Lessach

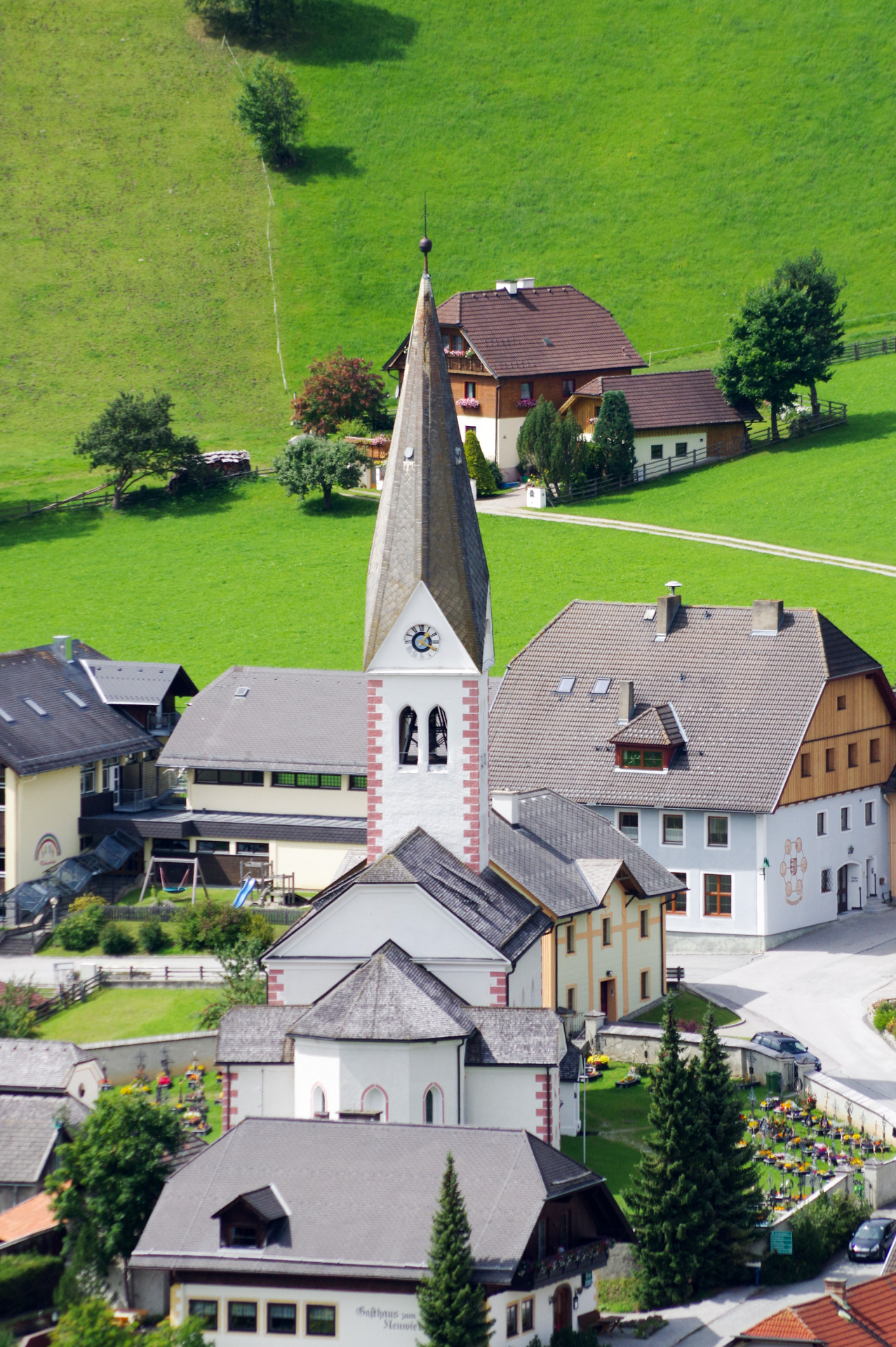
Kath. Pfarrkirche hl. Paulus in Lessach

Die römisch-katholische Pfarrkirche Lessach steht in der Gemeinde Lessach im Bezirk Tamsweg im Land Salzburg. Die dem heiligen Paulus geweihte Kirche gehört zum Dekanat Tamsweg der Erzdiözese Salzburg. Die Kirche steht unter Denkmalschutz.

## Geschichte
Eine Kirche wurde 1523 urkundlich genannt. 1618 wurde eine Kuratie genannt. 1763 erfolgte ein Neubau des Langhauses, der Chor wurde belassen. 1813 wurde die Kirche zur Pfarrkirche erhoben. 1857 und 1908 waren Brände. Der heutige neugotische Kirchenbau wurde nach einem Brand mit Verwendung von Mauern der Vorgängerkirche von 1909 bis 1910 errichtet und 1910 geweiht. 1951 war eine Außenrestaurierung. 1967 war eine Restaurierung.

## Ausstattung
Die drei neugotischen Altäre baute Vinzenz Pezzei (1910), sie zeigen Skulpturen aus der Bachlechnerschule und Bilder des Malers Josef Gold (1920/1921).
Die Orgel mit 10 Registern baute Mauracher (1910).